# Tetraplasandra flynnii
Tetraplasandra flynnii là một loài thực vật có hoa trong Họ Cuồng cuồng. Loài này được Lowry & K.R.Wood mô tả khoa học đầu tiên năm 2000.